# Steinbach (Kleinsendelbach)
Steinbach ist ein Gemeindeteil der Gemeinde Kleinsendelbach im Landkreis Forchheim (Oberfranken, Bayern).

## Geografie
Das Dorf im Erlanger Albvorland liegt etwa einen Kilometer ostsüdöstlich des Ortszentrums von Kleinsendelbach auf einer Höhe von 310 m ü. NHN.

## Geschichte
Die erste gesicherte urkundliche Erwähnung des Ortes war im Jahre 1109. Möglicherweise wurde er aber bereits 1007 unter dem Namen „Ramesbach“ zum ersten Mal genannt. Bis zum Beginn des 19. Jahrhunderts unterstand Steinbach der Landeshoheit des Hochstifts Bamberg. Die Dorf- und Gemeindeherrschaft übte das Amt Neunkirchen als Vogteiamt aus. Auch die Hochgerichtsbarkeit stand diesem Amt als Centamt zu. Als das Hochstift Bamberg infolge des Reichsdeputationshauptschlusses 1802/03 säkularisiert und unter Bruch der Reichsverfassung vom Kurfürstentum Pfalz-Baiern annektiert wurde, wurde Steinbach ein Teil der bei der „napoleonischen Flurbereinigung“ in Besitz genommenen neubayerischen Gebiete.
Durch die Verwaltungsreformen zu Beginn des 19. Jahrhunderts im Königreich Bayern wurde Steinbach mit dem Zweiten Gemeindeedikt 1818 ein Gemeindeteil der Ruralgemeinde Kleinsendelbach.

## Verkehr
Die von Uttenreuth kommende Staatsstraße 2240 durchquert den Ort und führt weiter nach Dormitz. Der ÖPNV bedient das Dorf an einer Bushaltestelle der Buslinie 209 des VGN. Der nächstgelegene Bahnhof befindet sich in Eschenau an der Gräfenbergbahn.

## Baudenkmäler
In Steinbach gibt es 12 denkmalgeschützte Bauwerke, darunter eine Kapelle sowie mehrere Wohn- und Bauernhäuser.